# ماماتا راجوفير أتشانتا
ماماتا راجوفير أتشانتا (وُلدت في 19 ديسمبر 1967) هي ناشطة هندية تدافع عن حقوق المرأة وحقوق الطفل. وهي رئيسة لجنة رعاية الطفل في مقاطعة ورنجل، وعضوة في مجلس حماية حقوق الطفل في ولاية أندرا برديش، ومؤسسة منظمة ثاروني ومديرتها التنفيذية، وهي منظمة غير حكومية تهدف إلى تمكين النساء والبنات. وشاركت ماماتا في عمليات الإنقاذ ومعالجة القضايا المتعلقة بها بها مثل: الاستغلال، والعنف، والتحرش الجنسي بالأطفال، وزواج الأطفال، وإهمال الأطفال.

## جهودها ضد زواج الأطفال
أنشئت الدكتورة ماماتا ناديًا للبنات بهدف دعم الفتيات اللاتي تتراوح أعمارهن من 14 إلى 18 وتعزيز احساسهن بالثقة بالنفس ومنع زواج الأطفال في مقاطعة ورنجل بصفة خاصة، وذلك باستخدام عدة سبل مثل طرق إدخار النقود، وبرامج التوعية، والتعليم المهني.

## شبكة النشطاء القانونيين الدوليين (NILA)
أسست الدكتورة ماماتا شبكة النشطاء القانونيين الدوليين في عام 2015، والتي تعمل على حماية حقوق النساء والأطفال على مستوى العالم. وتهدف المنظمة إلى إنصاف النساء والأطفال من ناحية قانونية عن طريق المساعدات القانونية والاستشارات. كما أنها تعزز من وعيهم بالقانون وتحافظ على حقوقهم عن طريق توفير خدمات مساندة الضحايا. وتسعى تلك الشبكة إلى توحيد جهود النشطاء القانونيين للعمل على ضمان حماية حقوق الإنسان الخاصة بالمجموعات المستضعفة التي تتعرض إلى التهميش مثل النساء والأطفال، والإصرار على تناول قضايا حقوق تلك المجموعات في سياق منع الجريمة وإصلاح نظم العدالة الجنائية. وتعمل تلك الشبكة على مستوى دولي لضمان حصول الجميع على حقوقهم القانونية، وهو أمر ضروري بصفة خاصة نظرًا إلى هجرة النساء والأطفال إلى من مكان إلى آخر. وتهدف المنظمة كذلك إلى إتاحة الآليات القضائية والقانونية، والتوسع في مساندة الضحايا بالتكفل بالمساعدات القانونية والاستشارات، وتوفير الدعم الجسدي والنفسي للضحايا وعلاجهم، وخلق بيئة مسالمة تتناسب مع حاجتهم لإعادة تأهيل.
وقد تكفلت المنظمة بالدفاع عن الضحايا في 45 حالة من 5 دول مختلفة، وساندت النساء عن طريق الاستشارة القانونية. كما أنها رفعت دعوتين من باب المصلحة العامة بالتعاون مع ولاية أندرا براديس والمدعي العام من ولاية تيلانغانا، وتتعلق القضيتين بوفاة عدة أطفال في بعض المؤسسات الأكاديمية نتيجة لإهمال الإدارة، إلى جانب عمليات الجراحة غير الضرورية التي أجريت على النساء والأطفال مما أثر على صحتهم بالسلب.
وعقدت شبكة نيلا بالتعاون مع منظمة «أنقذوا الأطفال» مؤتمرًا لإعادة النظر في قانون منع عمالة الأطفال. وعُقد الاجتماع في 15 سبتمبر 2015، وكان وزير العمال والتوظيف سري باندارو داتاتريا الضيف الرئيسي في المؤتمر، وكان وزير الإسكان والعمل تيلاناجنا سري ناياني ضيف الشرف.

## مركز دعم النساء والأطفال (مبادرة من شرطة مدينة حيدراباد)
والدكتورة ماماتا هي الشريكة التقنية لمبادرة BHAROSA – مركز دعم النساء والأطفال، وهي مبادرة من شرطة مدينة حيدراباد. وهي التي شكلت ملامح تلك المبادرة الفريدة بالتعاون مع السيدة سواتي لاكرا لمساعدة ضحايا العنف، وتحديدًا النساء والأطفال. وعلى مدار السنة والنصف الماضية كانت الدكتورة ماماتا تتطوع بخدماتها للمباردة وتقدم لها النصح والإرشاد. وتتيح المبادرة الخدمات المتكاملة للضحايا مثل توفير العلاج النفسي بالإضافة إلى خدمات الشرطة والنيابة والمساعدات القانونية والطبية؛ وجميعها تحت سقف واحد. كما تتيح المنظمة للضحايا خدمات الإتصال المرئي لجمع الأدلة ومتابعة سير القضية، مما يستبعد حاجة الضحية إلى الحضور إلى قاعة المحكمة. كما توفر تلك المنظمة الفريدة منشأة خاصة بالأطفال لتسجيل أقوال ضحايا العنف أو الإساءة.